# Corbicula fluminalis auct.
Corbicula fluminalis auct. is een fluviatiele mogelijk uitgestorven tweekleppige uit de familie van de Korfmosselen.

## Beschrijving

### Schelpkenmerken
De schelp heeft een gelijkzijdig driehoekige vorm met de umbo iets uit het midden. De verhouding tussen hoogte en breedte varieert, meestal is de hoogte iets groter dan de breedte. De buitenzijde heeft een concentrische (dus parallel verlopend aan de onderrand) ribben sculptuur, die bij de umbo zeer fijn is maar al spoedig tamelijk grof. Een dwarsdoorsnede door de ribben laat een golvend patroon zien waarin de afgeronde ribben door een tamelijk brede ruimte ('tussenribsruimte') van elkaar gescheiden zijn. De onderrand van de schelp is glad en niet gecrenuleerd. Er is een heterodont slot met krachtige cardinale en lijstvormige laterale tanden. De laterale tanden zijn gecrenuleerd.
Omdat de schelp gemakkelijk erodeert, mogelijk al tijdens het leven, kunnen gedeelten van de ribben verdwenen zijn. Ook zijn door verwering en slijtage de fijne ribjes bij de umbo zelden goed te zien.

### Grootte van de schelp
- Lengte: tot 28 millimeter
- Hoogte: tot 27 millimeter

### Kleur van de schelp
Aangezien deze soort tot nu toe alleen fossiel bekend is, is de kleur van de schelp onbekend. Iets valt echter wel te zeggen. Doorgaans zijn de schelpen zowel aan buiten- als binnenkant wit of crème van kleur. De buitenzijde is egaal van kleur zonder een herkenbaar kleurpatroon. Op de binnenzijde is in sommige gevallen een kleurpatroon bewaard gebleven. In dat geval zijn een aantal van umbo naar onderrand uitstralende lila banden zichtbaar. Dergelijke patronen, maar niet precies gelijk zijn bij andere soorten waargenomen. Het is niet duidelijk of het patroon kenmerkend voor een soort is of niet. Het lijkt er echter wel op. Als het periostracum bewaard is gebleven, dan is dat donkerbruin van kleur.
Door bepaalde fossilisatieprocessen kunnen de schelpen secundair een andere kleur krijgen. Veel waargenomen worden schakeringen van licht naar zeer donkere tinten van bruin en blauw. Vooral bij op het strand aangespoelde schelpen kunnen alle kleurschakeringen aanwezig zijn. Deze kleuren hebben dus niets te maken met de oorspronkelijke schelpkleur.

### Habitat en leefwijze
Dit zal niet veel verschild hebben van andere Corbicula soorten. De soort wordt eigenlijk alleen in fluviatiele sedimenten gevonden (van kleiige tot grindige facies). Als de soort in situ wordt aangetroffen, dan is zij vaak massaal aanwezig. Dit is eveneens een aanwijzing dat zij in levenswijze niet veel van de recente soorten verschild zal hebben.

### Areaal
De soort is bekend uit interglaciale afzettingen in heel Europa en Europees Azië. Omdat de taxonomie (zie onder) slecht begrepen is, is het areaal van deze soort echter niet echt duidelijk bekend: het kan groter zijn, maar als er zich meer soorten onder verschuilen, ook kleiner.

### Fossiel voorkomen
In Nederland is deze soort fossiel bekend uit verschillende interglacialen uit het Tiglien en Bavelien en verder uit het Belvédère Interglaciaal en het Oostermeer Interglaciaal. Vroeger werd aangenomen dat deze soort zeer kenmerkend voor het Eemien zou zijn maar dat is een vergissing gebleken. Een aantal afzettingen waarin deze soort voorkomt en die tot het Eemien gerekend werden, bleek ouder te zijn. In andere gevallen gaat het steeds om geremanieerde exemplaren die opgenomen zijn in jongere (o.a. Eemien) afzettingen. Uit België is deze soort alleen bekend uit het late Midden Pleistoceen, mogelijk afzettingen uit het Oostermeer Interglaciaal. Ook hier zijn waarnemingen van deze soort in afzettingen uit het Eemien op vergelijkbare wijze als in Nederland te verklaren (De betreffende laag is ouder dan gedacht of geremanieerde exemplaren zijn opgenomen in jongere afzettingen). De schelpen zijn niet zeldzaam op de Noordzeestranden van Zeeland en België. Op andere kustgedeelten van Nederland zijn fossiele exemplaren vrij zeldzaam. Door de tamelijk stevige schelp is de schelp goed tegen remaniering bestand. Dit heeft tot gevolg dat fossiele populaties vaak niet de oorspronkelijke populatie weerspiegelen maar bestaan uit individuen die samengespoeld zijn van verschillende plaatsen en zelfs uit afzettingen van verschillende ouderdom. Dat is duidelijk het geval met strandvondsten. Ook een heel groot (honderden exemplaren) monster dat op het strand verzameld is, kan geen uitgangspunt vormen voor populatie- of taxonomische studies. Dit geldt niet alleen voor deze soort maar is een algemeen geldende regel.

## Taxonomische status
Deze fossiele Corbicula-soort staat sinds de negentiende eeuw in heel Europa bekend onder de naam Corbicula fluminalis. Zonder twijfel is de soort een verwant van Corbicula fluminalis (Müller, 1774). Ook bestaat overeenkomst met de soorten Corbicula fluminea (Müller, 1774) en Corbicula fluviatilis (Müller, 1774). De fossiele soort komt echter met geen van deze drie volledig overeen. Het belangrijkste verschil ligt in de sculptuur van de juveniele schelp. De concentrische ribjes daarvan zijn bij de recente soorten minstens twee keer zo grof als bij de fossiele. Dit duidt erop dat het bij de fossiele soort toch om een andere soort gaat, echter om welke het dan wél gaat is onduidelijk. Zolang dit niet is opgelost, wordt de fossiele soort aangeduid als Corbicula fluminalis auct.
Het feit dat fossiele vondsten, vooral die van de Noordzeestranden, niet uit één populatie afkomstig zijn bemoeilijkt het taxonomisch onderzoek zeer.

## Determinatiefouten
De oppervlakkige gelijkenis, zeker van fragmenten, met Spisula subtruncata is in het verleden aanleiding geweest voor verwarring. Veel vondsten van deze algemene mariene soort zijn voor Corbicula fluminalis auct. aangezien. Het feit dat het slot van zowel Spisula als Corbicula gecrenuleerde laterale tanden heeft, een kenmerk dat niet veel voorkomt, zal daaraan bijgedragen hebben.